# Davidiella cinnamomi
Davidiella cinnamomi là một loài côn trùng cánh nửa trong họ Aleyrodidae, phân họ Aleyrodinae.
Davidiella cinnamomi được Dubey & Sundararaj miêu tả khoa học đầu tiên năm 2005.